# Monopelopia okigenga
Monopelopia okigenga är en tvåvingeart som beskrevs av Sasa 1991. Monopelopia okigenga ingår i släktet Monopelopia och familjen fjädermyggor. Inga underarter finns listade i Catalogue of Life.